# Bundestagswahlkreis Neuss II
Der Bundestagswahlkreis Neuss II war von 1980 bis 2002 einer der Bundestagswahlkreise in Nordrhein-Westfalen. Er umfasste die Gemeinden Grevenbroich, Jüchen, Rommerskirchen, Kaarst, Meerbusch und Korschenbroich aus dem  Rhein-Kreis Neuss. Bei der Neueinteilung der nordrhein-westfälischen Wahlkreise im Jahr 2002 wurde sein Gebiet auf die Wahlkreise Neuss I und Krefeld I – Neuss II aufgeteilt. Der Vorgängerwahlkreis mit ähnlicher Abgrenzung hieß Rheydt – Grevenbroich II.

## Wahlkreisgeschichte
| Wahl | Wahlkreisname               | Gebiet | Wahlkreissieger     | Partei | Erststimmen |
| ---- | --------------------------- | --- | ------------------- | ------ | ----------- |
| 1965 | 78 Rheydt – Grevenbroich II | Westlicher Teil des Kreises Grevenbroich mit Grevenbroich, Jüchen, Rommerskirchen und Wickrath sowie die kreisfreie Stadt Rheydt | Alphons Horten      | CDU    | 54,2 %      |
| 1969 | 78 Rheydt – Grevenbroich II | Westlicher Teil des Kreises Grevenbroich mit Grevenbroich, Jüchen, Rommerskirchen und Wickrath sowie die kreisfreie Stadt Rheydt | Alphons Horten      | CDU    | 51,1 %      |
| 1972 | 78 Rheydt – Grevenbroich II | Westlicher Teil des Kreises Grevenbroich mit Grevenbroich, Jüchen, Rommerskirchen und Wickrath sowie die kreisfreie Stadt Rheydt | Friedhelm Farthmann | SPD    | 47,6 %      |
| 1976 | 78 Rheydt – Grevenbroich II | Westlicher Teil des Kreises Grevenbroich mit Grevenbroich, Jüchen, Rommerskirchen und Wickrath sowie die kreisfreie Stadt Rheydt | Willy Wimmer        | CDU    | 49,5 %      |
| 1980 | 77 Neuss II                 | Grevenbroich, Jüchen, Rommerskirchen, Kaarst, Meerbusch und Korschenbroich                                                       | Willy Wimmer        | CDU    | 48,7 %      |
| 1983 | 77 Neuss II                 | Grevenbroich, Jüchen, Rommerskirchen, Kaarst, Meerbusch und Korschenbroich                                                       | Willy Wimmer        | CDU    | 56,6 %      |
| 1987 | 77 Neuss II                 | Grevenbroich, Jüchen, Rommerskirchen, Kaarst, Meerbusch und Korschenbroich                                                       | Willy Wimmer        | CDU    | 50,7 %      |
| 1990 | 77 Neuss II                 | Grevenbroich, Jüchen, Rommerskirchen, Kaarst, Meerbusch und Korschenbroich                                                       | Willy Wimmer        | CDU    | 48,3 %      |
| 1994 | 77 Neuss II                 | Grevenbroich, Jüchen, Rommerskirchen, Kaarst, Meerbusch und Korschenbroich                                                       | Willy Wimmer        | CDU    | 49,8 %      |
| 1998 | 77 Neuss II                 | Grevenbroich, Jüchen, Rommerskirchen, Kaarst, Meerbusch und Korschenbroich                                                       | Willy Wimmer        | CDU    | 48,1 %      |